# Загір'я (Роздільнянський район)
Загі́р'я — село в Україні, в Затишанській селищній територіальній громаді Роздільнянського району Одеської області. Населення становить 258 осіб.
До 17 липня 2020 року було підпорядковане Захарівському району, який був ліквідований.

## Населення
Згідно з переписом 1989 року населення села становило 278 осіб, з яких 119 чоловіків та 159 жінок.
За переписом населення 2001 року в селі мешкало 258 осіб.

### Мова
Розподіл населення за рідною мовою за даними перепису 2001 року:
| Мова       | Відсоток |
| ---------- | -------- |
| українська | 97,67 %  |
| російська  | 1,94 %   |
| молдовська | 0,39 %   |